# Hydronephrose

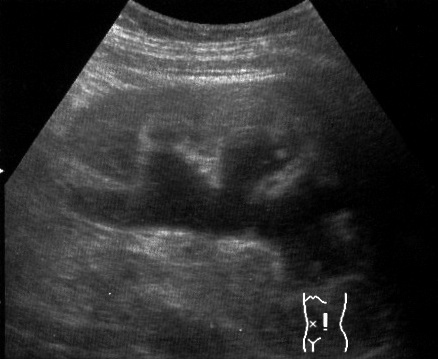
Sonografie einer Hydronephrose mit deutlich geweitetem Nierenbecken (schwarz)

Hoch pathologisches MCU

Eine Hydronephrose (Wassersackniere, Harnstauungsniere), oder Uronephrose, ist eine Erweiterung des Nierenhohlsystems, die durch eine chronische Harnstauung durch Störung im Harnabfluss zustande kommt und mittel- und langfristig mit einer Zerstörung des Nierengewebes einhergeht.
Das durch Abflussbehinderungen in Harnröhre, Harnblase oder Harnleitern verursachte Syndrom der Harnstauung (oder Syndrom der Harnverstopfung) wird als Hydronephros bezeichnet. Kommen entzündliche Veränderungen hinzu, spricht man von einem Pyonephros bzw. einer Pyonephrose.
Je nach Höhe der Störung kann nicht nur das Nierenhohlsystem, sondern auch der Harnleiter (Ureter) als Hydroureter sackartig ausgedehnt sein.

## Ursachen
Als Ursache für die Druckerhöhung im Nierenhohlsystem kommen unter anderem in Frage:
1. eine mechanische Beengung
  - durch Probleme innerhalb des Harnableitungssystems (Ureterabgang bis äußere Harnröhrenmündung wie Ureterabgangsstenosen, Ureterostiumstenosen, Urethralklappen, Steinleiden, Prostatahyperplasie, Meatusstenose, Tumoren, als Folge laparoskopisch assistierter Sigmaresektion)
  - durch Probleme außerhalb des Harnableitungssystems (Tumoren wie ein Zervixkarzinom Stadium IIIb, Retroperitonealfibrose, Schwangerschaft usw.)
2. Fehlbildungen, die zu einem Rückfluss des Urins in die Nieren führen, so der vesiko-ureterorenale Reflux. Nicht selten finden sich auch Fehlbildungen der gegenüber liegenden Seite sowie anderer Organe wie Augen, Genitale, Herz u. a.
3. neuromuskuläre Erkrankungen mit dadurch bedingten neurogenen Blasenentleerungsstörungen, wie bei Paraplegie, Multiple Sklerose, Spina bifida aperta, Tabes dorsalis u. a.
4. Medikamentenmissbrauch (z. B. Ketamin)[3]
5. Störungen unbekannter Art

Man muss zwischen einseitiger und doppelseitiger Hydronephrose unterscheiden. Nur die doppelseitige Hydronephrose führt zur klinisch bedeutsamen Niereninsuffizienz. Eine angeborene, ausgeprägte beidseitige Hydronephrose des Fötus kann sich durch eine verminderte Fruchtwassermenge (Oligohydramnion) bei der Schwangerschaftsdiagnostik bemerkbar machen.
Abzugrenzen ist die nicht obstruktive, nicht behandlungsbedürftige Megakalikose.

## Untersuchungen
Untersuchungen, die zur Abklärung einer Hydronephrose eingesetzt werden, sind Sonografie, intravenöse Pyelographie, Miktionszystourethrographie und Szintigraphie (zur Beurteilung der Nierenrestfunktion).
In der Tiermedizin werden vor allem Sonografie und Ausscheidungsurografie eingesetzt.